# Crosslauf-Europameisterschaften 1995
Die 2. Crosslauf-Europameisterschaften der EAA fanden am 2. Dezember 1995 in Alnwick (England, Vereinigtes Königreich) statt.
Die Männer starteten über 9,1 km, die Frauen über 4,5 km.

## Ergebnisse

### Männer

#### Einzelwertung
| Platz | Athlet             | Land | Zeit (min) |
| ----- | ------------------ | ---- | ---------- |
| 1     | Paulo Guerra       | POR  | 26:40      |
| 2     | Alejandro Gómez    | ESP  | 26:46      |
| 3     | Andrew Pearson     | GBR  | 26:47      |
| 4     | Keith Cullen       | GBR  | 26:48      |
| 5     | Mustapha Essaïd    | FRA  | 26:52      |
| 6     | Jon Brown          | GBR  | 26:56      |
| 7     | Alfredo Brás       | POR  | 27:01      |
| 8     | José Manuel García | ESP  | 27:03      |

Von 106 gestarteten Athleten erreichten 103 das Ziel.
Teilnehmer aus deutschsprachigen Ländern:
- 40: Thorsten Naumann (GER), 28:03
- 43: André Bucher (SUI), 28:07
- 47: Steffen Dittmann (GER), 28:12
- 51: Konrad Dobler (GER), 28:15
- 71: Dirk Nürnberger (GER), 28:46
- 89: Uwe König (GER), 29:21
- 96: Robert Langfeld (GER), 29:43

#### Teamwertung
| Platz | Land und Athleten                                                         | Gesamtpunktzahl und Einzelplatzierung |
| ----- | ------------------------------------------------------------------------- | ------------------------------------- |
| 1     | Spanien Alejandro Gómez José Manuel García Manuel Pancorbo Pere Arco      | 32 02 08 10 12                        |
| 2     | Portugal Paulo Guerra Alfredo Brás José Ramos José Regalo                 | 37 01 07 14 15                        |
| 3     | Vereinigtes Königreich Andrew Pearson Keith Cullen Jon Brown David Taylor | 55 03 04 06 42                        |

Insgesamt nahmen 21 Nationen teil. Die deutsche Mannschaft kam mit 209 Punkten auf den zwölften Platz.

### Frauen

#### Einzelwertung
| Platz | Athletin               | Land | Zeit (min) |
| ----- | ---------------------- | ---- | ---------- |
| 1     | Annemari Sandell       | FIN  | 13:52      |
| 2     | Sara Wedlund           | SWE  | 14:07      |
| 3     | Nina Belikowa          | RUS  | 14:09      |
| 4     | Elena Fidatov          | ROU  | 14:10      |
| 5     | Alla Schiljajewa       | RUS  | 14:17      |
| 6     | Annette Sergent-Palluy | FRA  | 14:18      |
| 7     | Sinead Delahunty       | IRL  | 14:18      |
| 8     | Stela Olteanu          | ROU  | 14:20      |

Von 80 gestarteten Athletinnen erreichten 79 das Ziel.
Teilnehmerinnen aus deutschsprachigen Ländern:
- 23: Melanie Kraus (GER), 14:34
- 41: Katje Hoffmann (GER), 14:54
- 47: Kathrin Wolf (GER), 14:59
- 49: Nelly Glauser (SUI), 15:00
- 64: Petra Maak (GER), 15:20
- 73: Annette Hüls (GER), 15:37

#### Teamwertung
| Platz | Land und Athletinnen                                            | Gesamtpunktzahl und Einzelplatzierung |
| ----- | --------------------------------------------------------------- | ------------------------------------- |
| 1     | Russland Nina Belikowa Alla Schiljajewa Jelena Baranowa         | 20 03 05 12                           |
| 2     | Rumänien Elena Fidatov Stela Olteanu Iulia Negură               | 23 04 08 11                           |
| 3     | Frankreich Annette Sergent-Palluy Zahia Dahmani Laurence Vivier | 41 06 15 20                           |

Insgesamt nahmen 20 Nationen teil. Die deutsche Mannschaft kam mit 111 Punkten auf den zehnten Platz.